# Gran Premio di Monaco 1965
Il Gran Premio di Monaco 1965 fu la seconda gara della stagione 1965 del Campionato mondiale di Formula 1, disputata il 30 maggio sul Circuito di Monte Carlo.
La corsa vide la vittoria di Graham Hill su BRM, seguito da Lorenzo Bandini su Ferrari e Jackie Stewart su BRM.

## Vigilia
Jim Clark, vincitore del mondiale, non partecipò al weekend monegasco poiché impegnato nella 500 miglia di Indianapolis, che verrà da lui vinta.

## Qualifiche
| Pos | N° | Naz                      | Pilota          | Costruttore         | Scuderia                    | Tempo  | Distacco |
| --- | -- | ------------------------ | --------------- | ------------------- | --------------------------- | ------ | -------- |
| 1   | 3  | Regno Unito (bandiera)   | Graham Hill     | BRM P261            | Owen Racing Organisation    | 1:32.5 | -        |
| 2   | 1  | Australia (bandiera)     | Jack Brabham    | Brabham BT11-Climax | Brabham Racing Organisation | 1:32.8 | +0.3     |
| 3   | 4  | Regno Unito (bandiera)   | Jackie Stewart  | BRM P261            | Owen Racing Organisation    | 1:32.9 | +0.4     |
| 4   | 17 | Italia (bandiera)        | Lorenzo Bandini | Ferrari 512         | Scuderia Ferrari SpA SEFAC  | 1:33.0 | +0.5     |
| 5   | 18 | Regno Unito (bandiera)   | John Surtees    | Ferrari 158         | Scuderia Ferrari SpA SEFAC  | 1:33.2 | +0.7     |
| 6   | 15 | Regno Unito (bandiera)   | Richard Attwood | Lotus 25-BRM        | Reg Parnell Racing          | 1:33.9 | +1.4     |
| 7   | 7  | Nuova Zelanda (bandiera) | Bruce McLaren   | Cooper T77-Climax   | Cooper Car Company          | 1:34.3 | +1.8     |
| 8   | 2  | Nuova Zelanda (bandiera) | Denny Hulme     | Brabham BT7-Climax  | Brabham Racing Organisation | 1:34.8 | +2.3     |
| 9   | 9  | Regno Unito (bandiera)   | Bob Anderson    | Brabham BT11-Climax | DW Racing Entreprises       | 1:35.5 | +3.0     |
| 10  | 14 | Svizzera (bandiera)      | Jo Siffert      | Brabham BT11-BRM    | RRC Walker Racing Team      | 1:36.0 | +3.5     |
| 11  | 11 | Australia (bandiera)     | Frank Gardner   | Brabham BT11-BRM    | John Willment Automobiles   | 1:36.0 | +3.5     |
| 12  | 16 | Regno Unito (bandiera)   | Mike Hailwood   | Lotus 25-BRM        | Reg Parnell Racing          | 1:36.5 | +4.0     |
| 13  | 12 | Svezia (bandiera)        | Jo Bonnier      | Brabham BT7-Climax  | RRC Walker Racing Team      | 1:36.5 | +4.0     |
| 14  | 10 | Australia (bandiera)     | Paul Hawkins    | Lotus 33-Climax     | DW Racing Entreprises       | 1:37.0 | +4.5     |
| 15  | 19 | Stati Uniti (bandiera)   | Ronnie Bucknum  | Honda RA272         | Honda R&D Company           | 1:37.0 | +4.5     |
| 16  | 20 | Stati Uniti (bandiera)   | Richie Ginther  | Honda RA272         | Honda R&D Company           | 1:39.7 | +7.2     |
| DNQ | 8  | Austria (bandiera)       | Jochen Rindt    | Cooper T77-Climax   | Cooper Car Company          | 1:37.5 | +5.0     |

## Gara
Al 79º giro il pilota australiano Paul Hawkins uscì di pista alla chicane finendo nelle acque del porto. Fortunatamente ne uscì illeso.
| Pos | N° | Naz                      | Pilota          | Costruttore         | Giri | Tempo/Causa Ritiro | Pos partenza | Punti |
| --- | -- | ------------------------ | --------------- | ------------------- | ---- | ------------------ | ------------ | ----- |
| 1   | 3  | Regno Unito (bandiera)   | Graham Hill     | BRM P261            | 100  | 2:37:39.6          | 1            | 9     |
| 2   | 17 | Italia (bandiera)        | Lorenzo Bandini | Ferrari 512         | 100  | +1:04.0            | 4            | 6     |
| 3   | 4  | Regno Unito (bandiera)   | Jackie Stewart  | BRM P261            | 100  | +1:41.9            | 3            | 4     |
| 4   | 18 | Regno Unito (bandiera)   | John Surtees    | Ferrari 158         | 99   | Senza benzina      | 5            | 3     |
| 5   | 7  | Nuova Zelanda (bandiera) | Bruce McLaren   | Cooper T77-Climax   | 98   | +2 Giri            | 7            | 2     |
| 6   | 14 | Svizzera (bandiera)      | Jo Siffert      | Brabham BT11-BRM    | 98   | +2 Giri            | 10           | 1     |
| 7   | 12 | Svezia (bandiera)        | Jo Bonnier      | Brabham BT7-Climax  | 97   | +3 Giri            | 13           |       |
| 8   | 2  | Nuova Zelanda (bandiera) | Denny Hulme     | Brabham BT7-Climax  | 92   | +8 Giri            | 8            |       |
| 9   | 9  | Regno Unito (bandiera)   | Bob Anderson    | Brabham BT11-Climax | 85   | +15 Giri           | 9            |       |
| 10  | 10 | Australia (bandiera)     | Paul Hawkins    | Lotus 33-Climax     | 79   | Incidente          | 14           |       |
| Rit | 1  | Australia (bandiera)     | Jack Brabham    | Brabham BT11-Climax | 43   | Motore             | 2            |       |
| Rit | 15 | Regno Unito (bandiera)   | Richard Attwood | Lotus 25-BRM        | 43   | Ruota              | 6            |       |
| Rit | 19 | Stati Uniti (bandiera)   | Ronnie Bucknum  | Honda RA272         | 33   | Cambio             | 15           |       |
| Rit | 11 | Australia (bandiera)     | Frank Gardner   | Brabham BT11-BRM    | 29   | Motore             | 11           |       |
| Rit | 16 | Regno Unito (bandiera)   | Mike Hailwood   | Lotus 25-BRM        | 12   | Cambio             | 12           |       |
| Rit | 20 | Stati Uniti (bandiera)   | Richie Ginther  | Honda RA272         | 0    | Semiasse           | 17           |       |

## Statistiche

### Piloti
- 9ª vittoria per Graham Hill
- 1° podio per Jackie Stewart
- 1º Gran Premio per Denny Hulme

### Costruttori
- 10° vittoria per la BRM

### Motori
- 10ª vittoria per il motore BRM

### Giri al comando
- Graham Hill (1-24, 65-100)
- Jackie Stewart (25-29)
- Lorenzo Bandini (30-33, 43-64)
- Jack Brabham (34-42)

## Classifiche Mondiali

### Piloti
| Pos | Pilota          | Punti |
| --- | --------------- | ----- |
| 1   | Graham Hill     | 13    |
| 2   | Jim Clark       | 9     |
|     | John Surtees    | 9     |
| 4   | Lorenzo Bandini | 6     |
| 5   | Jackie Stewart  | 5     |
| 6   | Bruce McLaren   | 4     |
| 7   | Mike Spence     | 3     |
| 8   | Jo Siffert      | 1     |

### Costruttori
| Pos | Team          | Punti |
| --- | ------------- | ----- |
| 1   | BRM           | 13    |
| 2   | Ferrari       | 12    |
| 3   | Lotus-Climax  | 9     |
| 4   | Cooper-Climax | 4     |
| 5   | Brabham-BRM   | 1     |